# 6336 Додо
6336 Додо  (6336 Dodo) — астероїд головного поясу, відкритий 21 жовтня 1992 року.
Тіссеранів параметр щодо Юпітера — 3,458.